# بگت سینگ
باگات سینگ (پنجابی: ਭਗਤ ਸਿੰਘ؛ ۲۸ سپتامبر ۱۹۰۷ – ۲۳ مارس ۱۹۳۱) ملی‌گرای انقلابی هندی بود که در جریان مبارزه با راج بریتانیا دستگیر و به جرم قتل یک افسر پلیس انگلیسی در سن ۲۳ سالگی در میدان شادمان لاهور اعدام شد. از وی به عنوان یکی از مهم‌ترین قهرمانان جنبش استقلال‌طلبی هند یاد می‌شود.
وی در خانواده‌ای سیک به دنیا آمده بود، اما بعدها کمونیست و بی‌خدا شد.
در دسامبر ۱۹۲۸، باگات سینگ و همدست وی به نام شیوارام راجگورو در لاهور، پنجاب که امروزه در پاکستان واقع شده است، به یک افسر پلیس ۲۱ ساله بریتانیایی به نام جان ساندرز به گونه ای مرگبار تیراندازی کردند در حالیکه جان ساندرز (که به طور آزمایشی به عنوان پلیس مشغول کار بود.) را با رئیس پلیس بریتانیایی، جیمز اسکات که قصد کشتن وی را داشتند، اشتباه گرفته بودند؛ آنها معتقد بودند که اسکات با صدور دستور حمله پلیس مسئول مرگ رهبر ملی گرای مشهور هندی، لالا لاجپات رای بود، حمله ای که رای در آن زخمی شد و دو هفته پس از آن بر اثر حمله قلبی درگذشت. زمانی که ساندرز در حال خروج از پاسگاه پلیس سوار بر یک موتورسیکلت بود با گلوله ای که راجگورو از آن سوی خیابان به وی شلیک کرد بر زمین افتاد.پس از آن همانگونه که زخمی بر زمین افتاده بود چندین مرتبه از فاصله نزدیک توسط سینگ مورد اصابت گلوله قرار گرفت، گزارش کالبد شکافی نشان از هشت زخم بر اثر اصابت گلوله می داد. در همین حال یکی دیگر از همدستان سینگ، چاندرا شخار آزاد، یک افسر پلیس هندی، سرپاسبان چانان سینگ را که تلاش داشت بگت سینگ و راجگورو را که در حال فرار بودند تعقیب کند، با شلیک گلوله به قتل رساند.
پس از فرار، سینگ و همدستانش با استفاده از نام هایی مستعار پسترهایی از پیش آماده شده که از ساندرز به عنوان هدف اصلی در آنها یاد شده بود، پراکندند و بدین روش انتقام مرگ لاجپات رای را به همگان اعلام کردند. سینگ پس از آن برای ماه ها فراری بود و هیچ محکومیتی در آن زمان صادر نشد. در آوریل ۱۹۲۹ سینگ و همدست دیگرش به نام باتو کشوار دوت، دو بمب دست ساز را در مجلس قانونگذاری مرکزی در دهلی منفجر کردند. آنها شعارهایی سر دادند و پس از آن خود را وانهادند تا ماموران آنها را دستگیر کنند. بازداشت و بازتاب عمومی آن همدستی و همراهی سینگ را در پرونده قتل جان ساندرز آشکار ساخت. در زمانی که سینگ در انتظار محاکمه بود و پس از آنکه به اعتصاب غذای یک متهم همتا به نام جاتین داس که خواهان شرایط بهتری برای زندانیان هندی بود، پیوست، همدردی عمومی بسیاری برانگیخت، پس از مرگ داس در پی گرسنگی در سپتامبر ۱۹۲۹ اعتصاب غذا نیز پایان یافت. سینگ در مارس ۱۹۳۱ محکوم و به دار آویخته شد. 
بگت سینگ پس از مرگش یک قهرمان محبوب مردمی شد. جواهر لعل نهرو درباره وی نوشته است : "بگت سینگ به علت اعمال تروریستی محبوب نشد بلکه به این علت که او به نظر شرافت و افتخار لالا لاجپات رای و ملت را اثبات کرد. او یک نماد شد؛ کارهایش فراموش شدند، نماد باقی ماند و پس از چند ماه در هر شهر و روستا پنجاب و به میزان کمتری در دیگر مناطق شمالی هند، نام او طنین انداز شد."